# Cave Hill Cemetery
Le Cave Hill Cemetery est un cimetière national dans le style de l'époque victorienne et un arboretum situé à Louisville (Kentucky). Il s'agit du plus grand (120 ha) cimetière de la ville. Le cimetière est listé sur le Registre national des lieux historiques depuis 1979. La partie militaire du cimetière fait également partie de ce registre depuis 1998.

## Historique

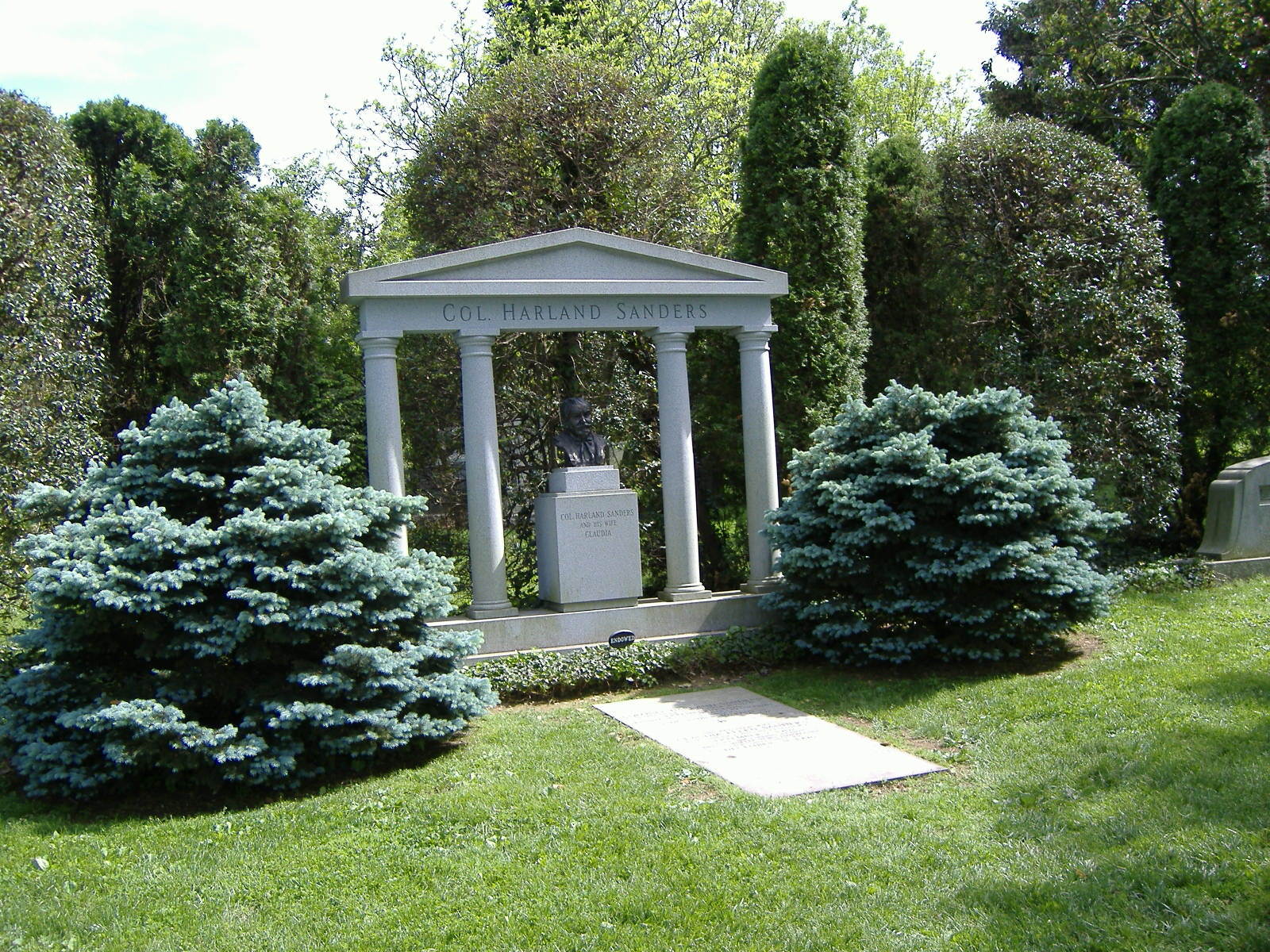
Tombe du colonel Sanders.

Cave Hill fut créé en 1848 à l'emplacement d'une ancienne ferme. En 1846, le maire Frederick A. Kaye eut l'idée de créer un cimetière décoré dans le style d'un jardin ce qui était populaire à l'époque. Un ingénieur civil du nom d'Edmund Francis Lee fut employé pour dessiner les plans. Les tombes devaient être placées sur les collines alors que les zones basses étaient décorées de lacs et d'étangs. Le cimetière fut ouvert à partir du 25 juillet 1848. À partir de la guerre de Sécession, des terres furent employées pour accueillir des tombes de soldats. En 1888, le terrain fut agrandi et il atteignit sa taille actuelle.

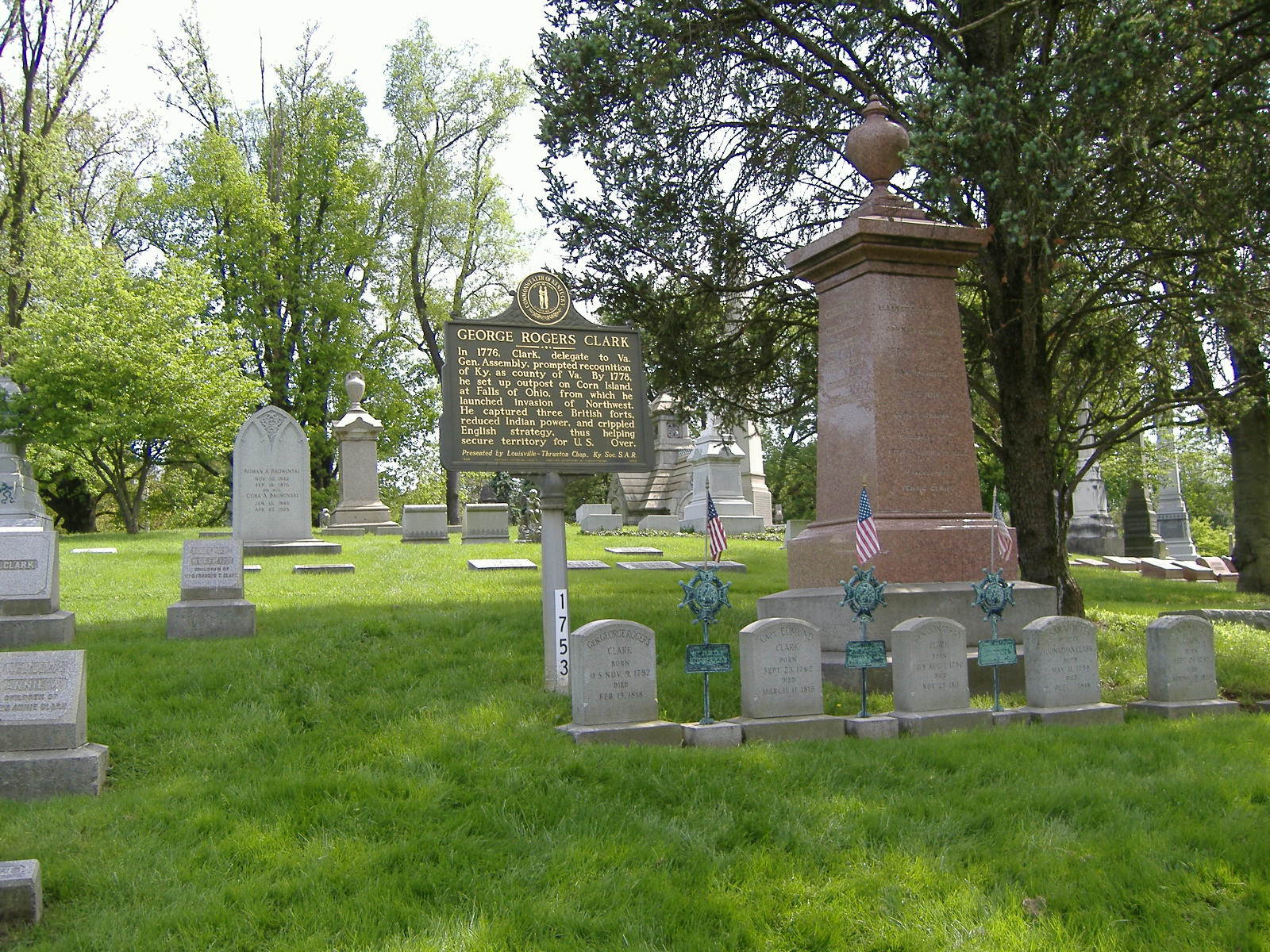
Tombe de George Rogers Clark.

En 2002, le lieu accueillait 120 000 personnes et permettait encore d'en accueillir 22 000. De nombreux hommes politiques y sont enterrés tout comme des soldats confédérés. Parmi les tombes se trouvent celles de quelques personnalités comme :
- Amelia B. Coppuck Welby, (1819-1852), poète américaine
- George Rogers Clark, officier lors de la guerre d'indépendance et fondateur de Louisville
- Charles Caldwell (1772-1853), médecin polygéniste américain
- Yvonne Clark (1929-2019), ingénieure.
- Harland Sanders
- Mohamed Ali, boxeur
- Mia Zapata, chanteuse du groupe The Gits